# Adelfas
Adelfas és un barri del Districte de Retiro a Madrid. Es troba en l'extrem sud del districte, limitant amb Pacífico a l'oest, Niño Jesús al nord-oest i Estrella al nord-est, tots tres del Retiro; amb Atocha al sud-oest i amb Numancia i San Diego (Puente de Vallecas) al sud-est.

## Demografia
Té una població de 12.105 a 1 de gener de 2006. L'evolució de la demografia al barri ha experimentat un gran augment als llarg dels últims 20 anys. Així en 1986 la població del barri era de 12.105, en 1991 era de 13.068, en 1996 era de 12.629 i en 2001 era de 14.453. Per tant, si prenem com a referència la població de 1986, aquesta s'ha vist incrementada en un 38%, mentre que la població de la Ciutat de Madrid, en aquest mateix període, només ha crescut un 4,8%.
| Any  | Població | Evolució de població |
| ---- | -------- | -------------------- |
| 1986 | 12.105   | 100                  |
| 1991 | 13.068   | 108,0                |
| 1996 | 12.629   | 104,3                |
| 1998 | 12.877   | 106,4                |
| 1999 | 12.940   | 106,9                |
| 2000 | 13.414   | 110,8                |
| 2001 | 14.453   | 119,4                |
| 2002 | 15.208   | 125,6                |
| 2003 | 16.149   | 133,4                |
| 2004 | 16.260   | 134,3                |
| 2005 | 16.408   | 135,5                |
| 2006 | 16.705   | 138,0                |

L'edat mitjana del barri és de 41,12 anys. Malgrat ser una edat no gaire inferior a la mitjana de la ciutat (42,00 anys), és la més baixa d'un districte que es caracteritza pel seu envelliment, ja que l'edat mitjana del districte és de 43,88 anys.
Té una població estrangera d'1.747, la qual cosa representa un 10,46% de la població. La comunitat més representada és la dels equatorians, amb un total de 381 veïns. La següent comunitat és la colombiana amb 136 veïns, i seguits de prop pels romanesos, amb 123 veïns. La immigració de la Unió Europea aporta 154 veïns.